# البرابر
البرابر قرية سعودية، في محافظة الجموم بمنطقة مكة المكرمة. تقع في شمال غرب مكة المكرمة بمسافة تقارب (30) كم.